# Mariván
Mariván (angolosan Mariwan, perzsául مريوان, kurdul مەریوان, Merîwan, korábban Dezhe Shahpur (perzsául دژ شاهپور), Dezhe Shāhpūr, Dezhe Shapoor) város Iránban, Kurdisztán tartományban, Mariván megye fővárosa. A 2006-os népszámláláskor 91.664 lakosa volt 22.440 családban.

## Leírása
Az 1950-es évek elején Merivan csak egy kis falu volt. 1955-ben általános és középiskolák, 1957-ben pedig városháza épült.
Meriván környéke számos egyedi természeti tárgyat és tájat tartalmaz. A város nyugati oldalán 1285 méter tengerszint feletti magasságban fekszik a festői Zarivar-hegység, amelynek hossza és szélessége 4,5 és 2 km.
A közeli hegyekben egy sziklás felszínen ember sziklába vésett alakok, valamint énekes alakú feliratok láthatók az i. e 1. évezred kezdetétől származnak.

## Éghajlat
A város légkörét a nagy magasság (1289 m), valamint a mediterrán légtömegek hatása határozza meg. Az év folyamán nagy mennyiségű csapadék esik (500–900 mm), ami hozzájárul a régió növényzetének sokféleségéhez.

## Nevezetességek
- Garant híd - A várostól északkeletre
- Imam (Khan Ahmad) erődítmén - 1535 körül épült
- Piac - Irán nyugati részének egyik legnagyobb határpiaca Meriván területén működik

## Galéria

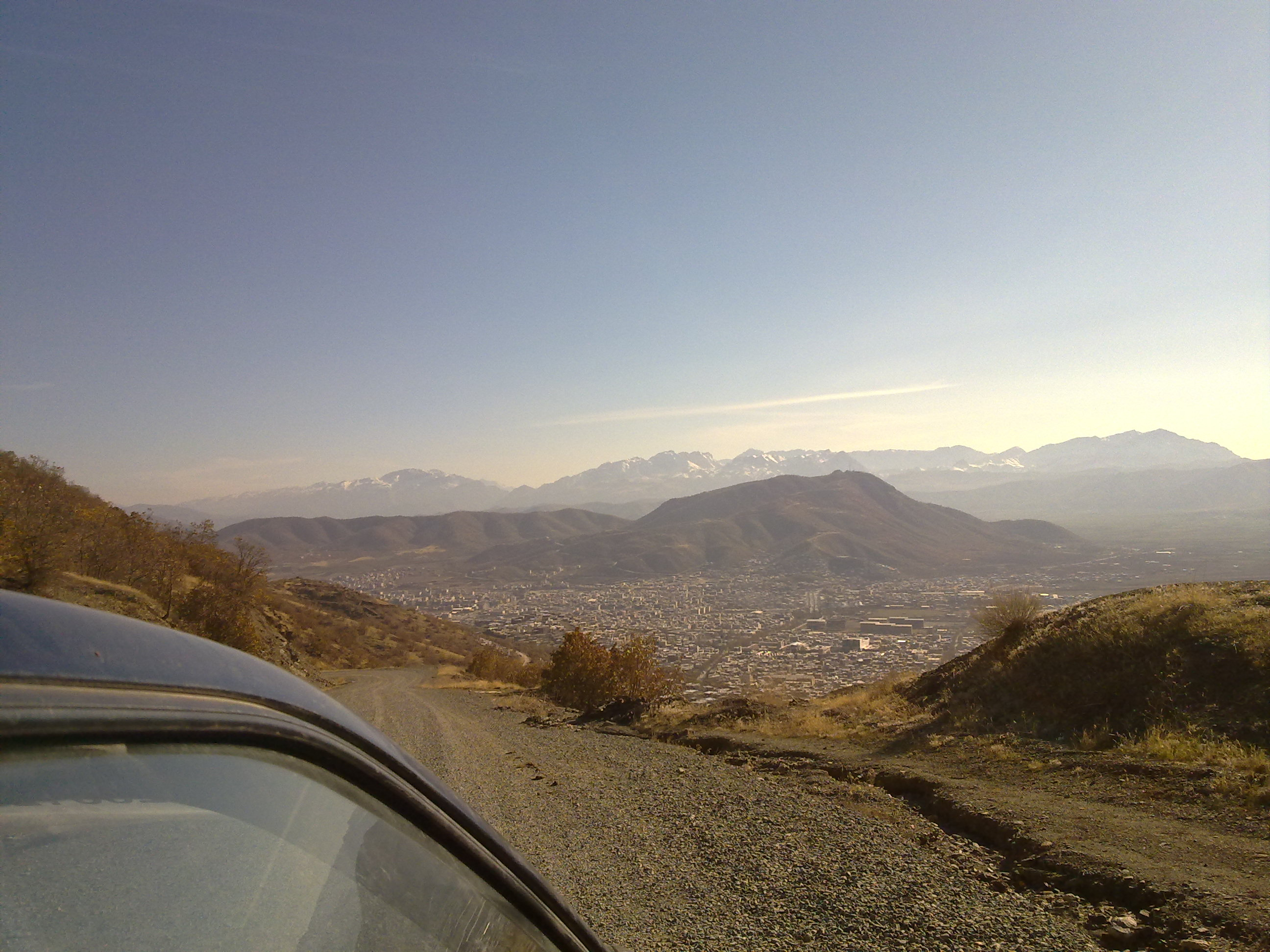
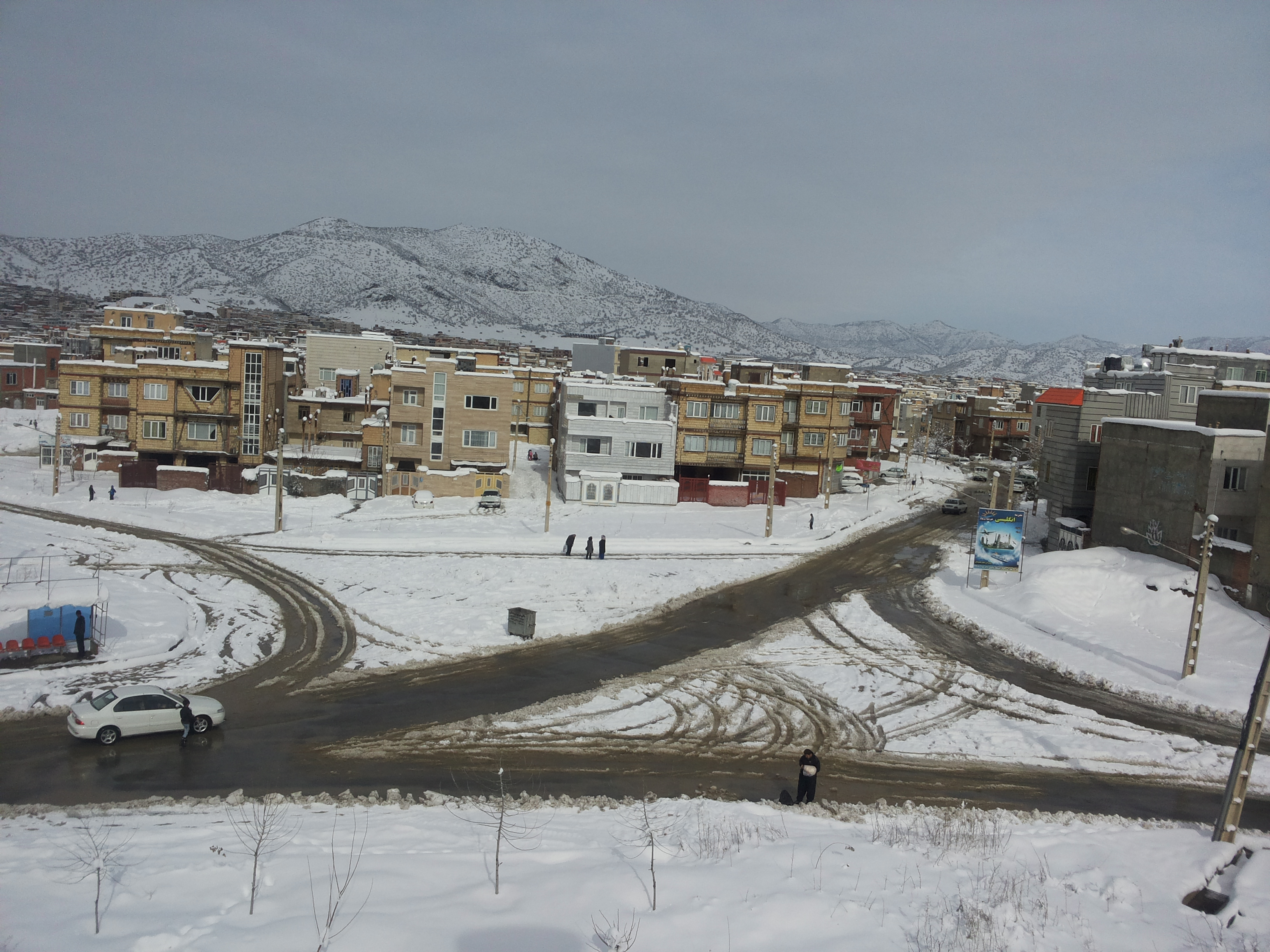
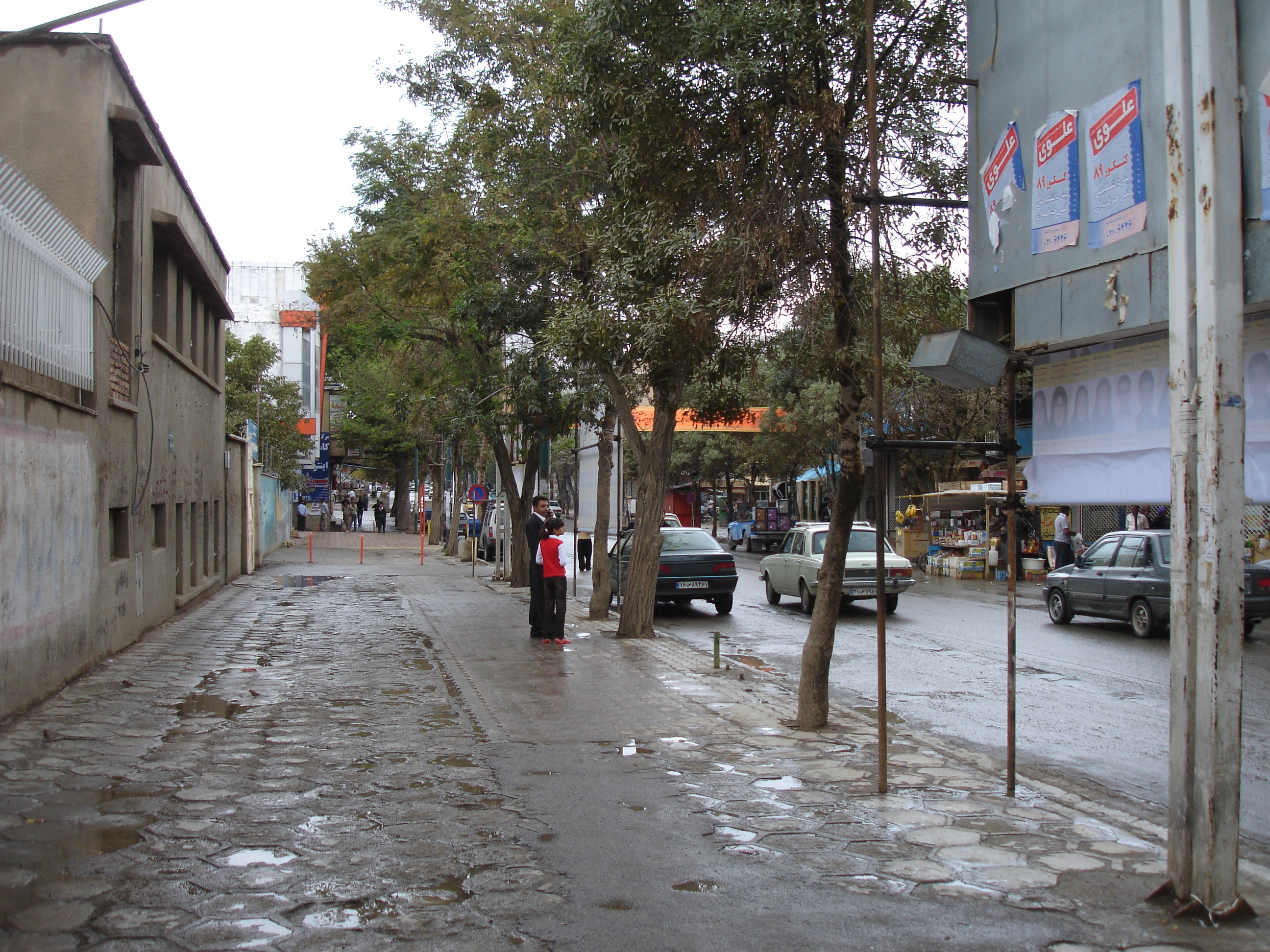
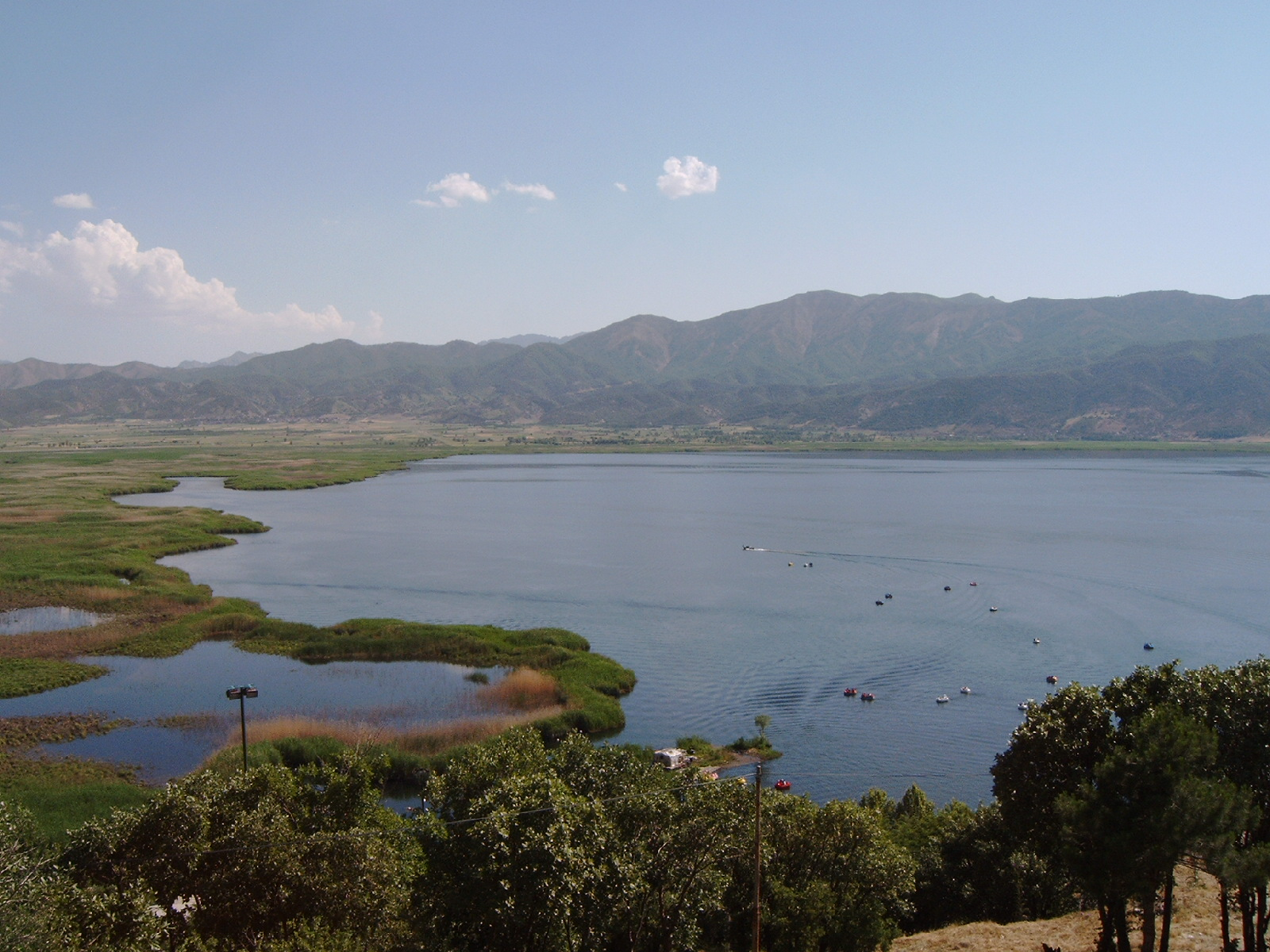
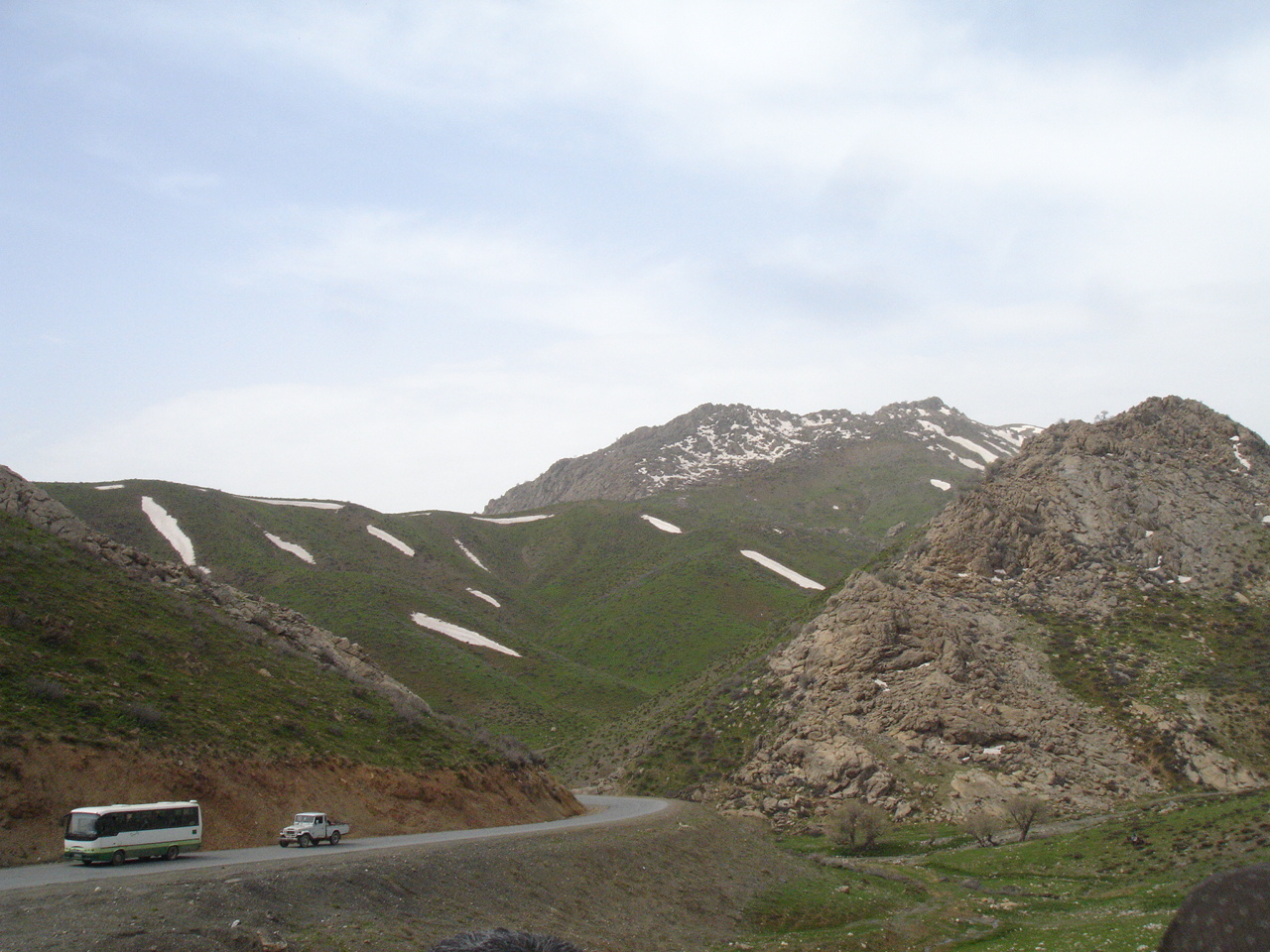
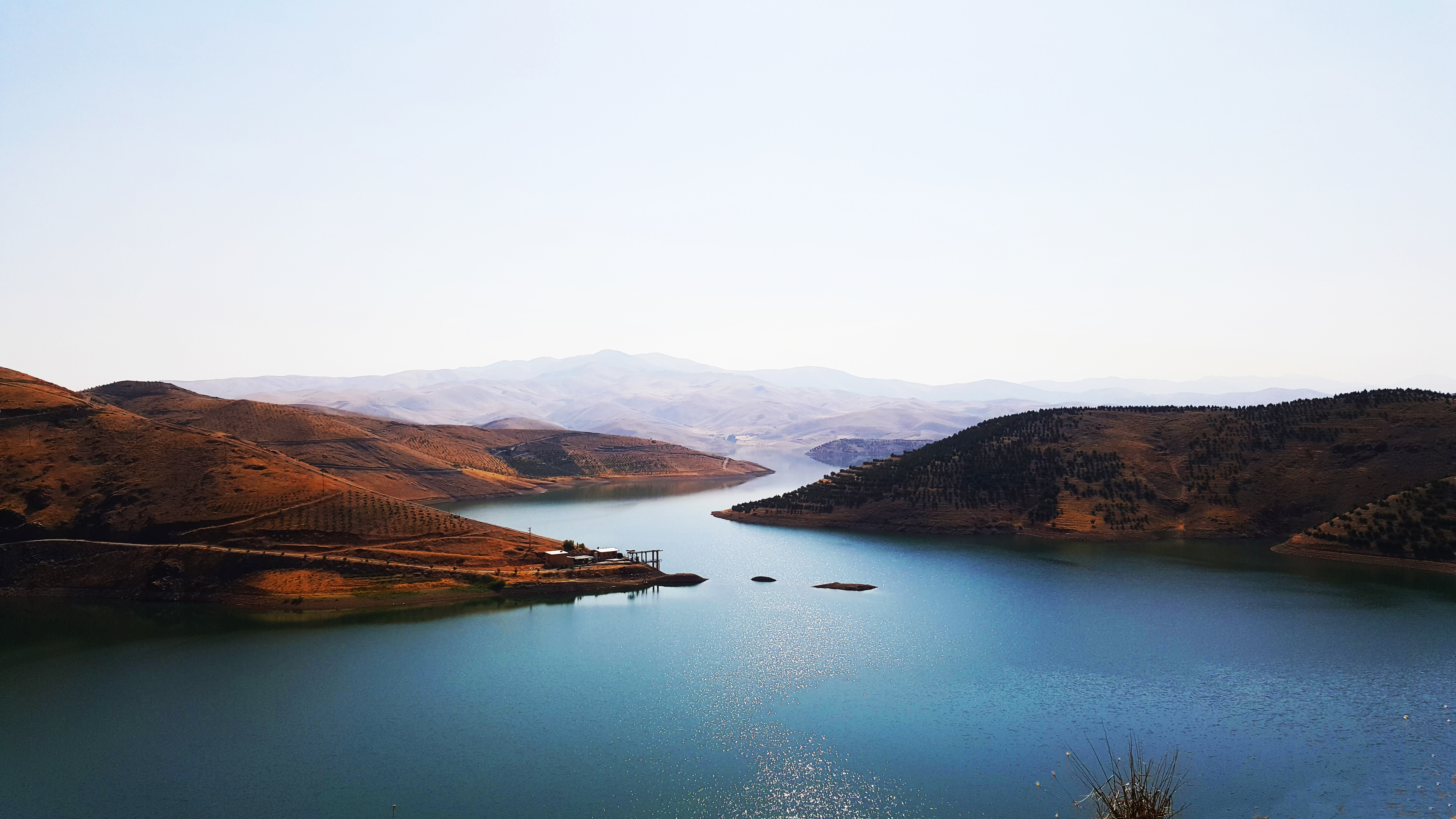
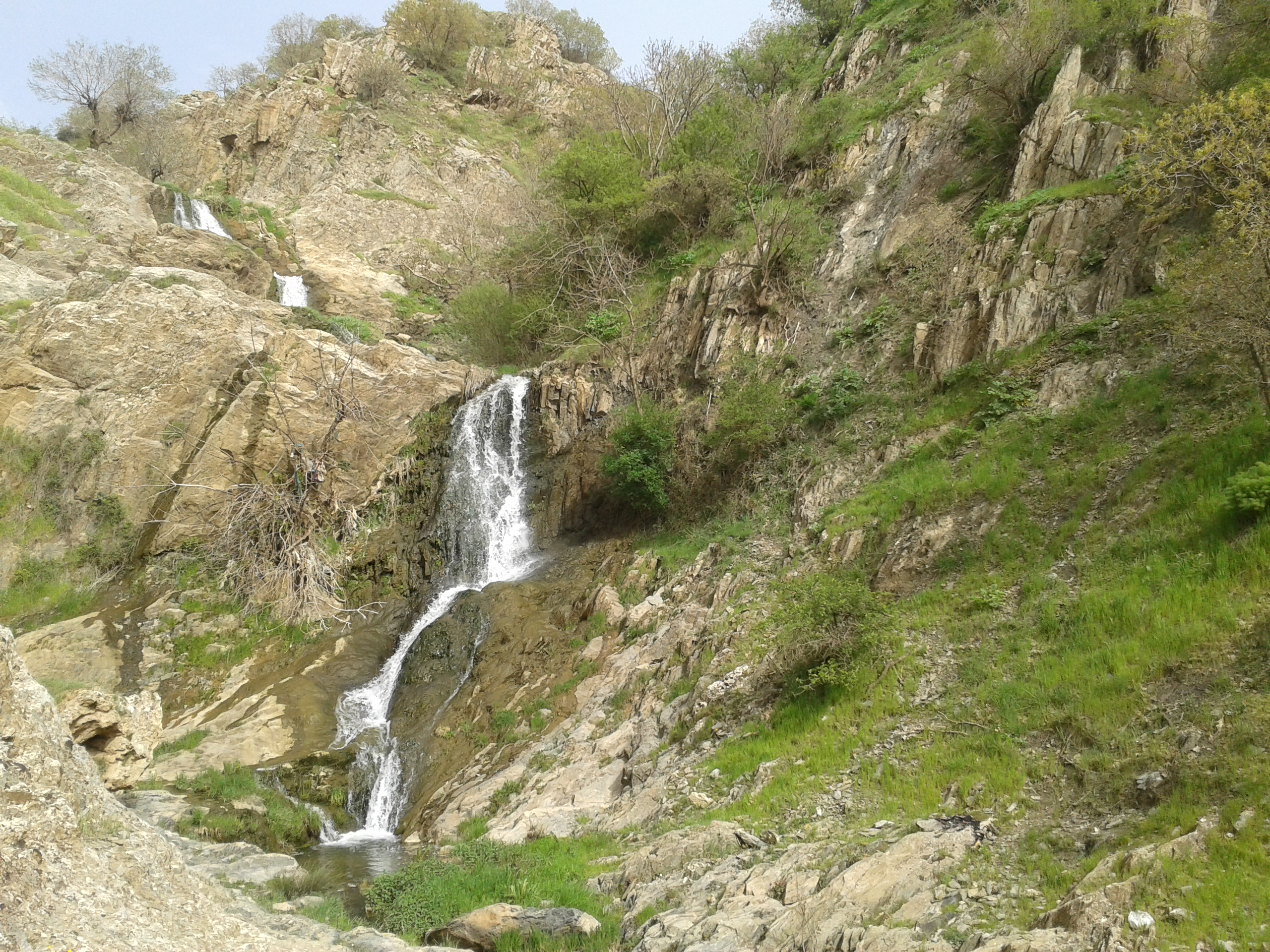
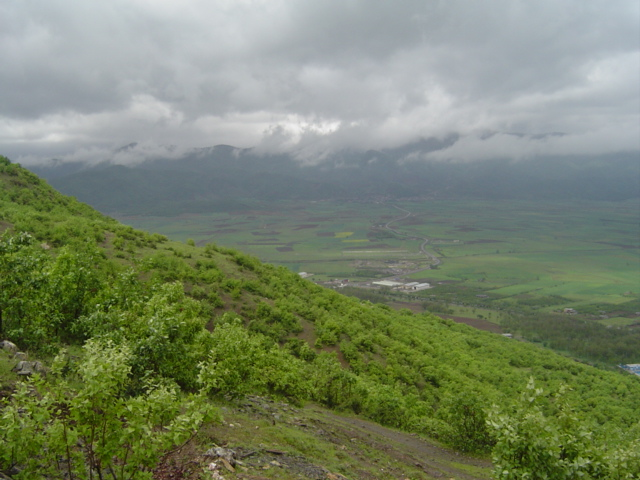
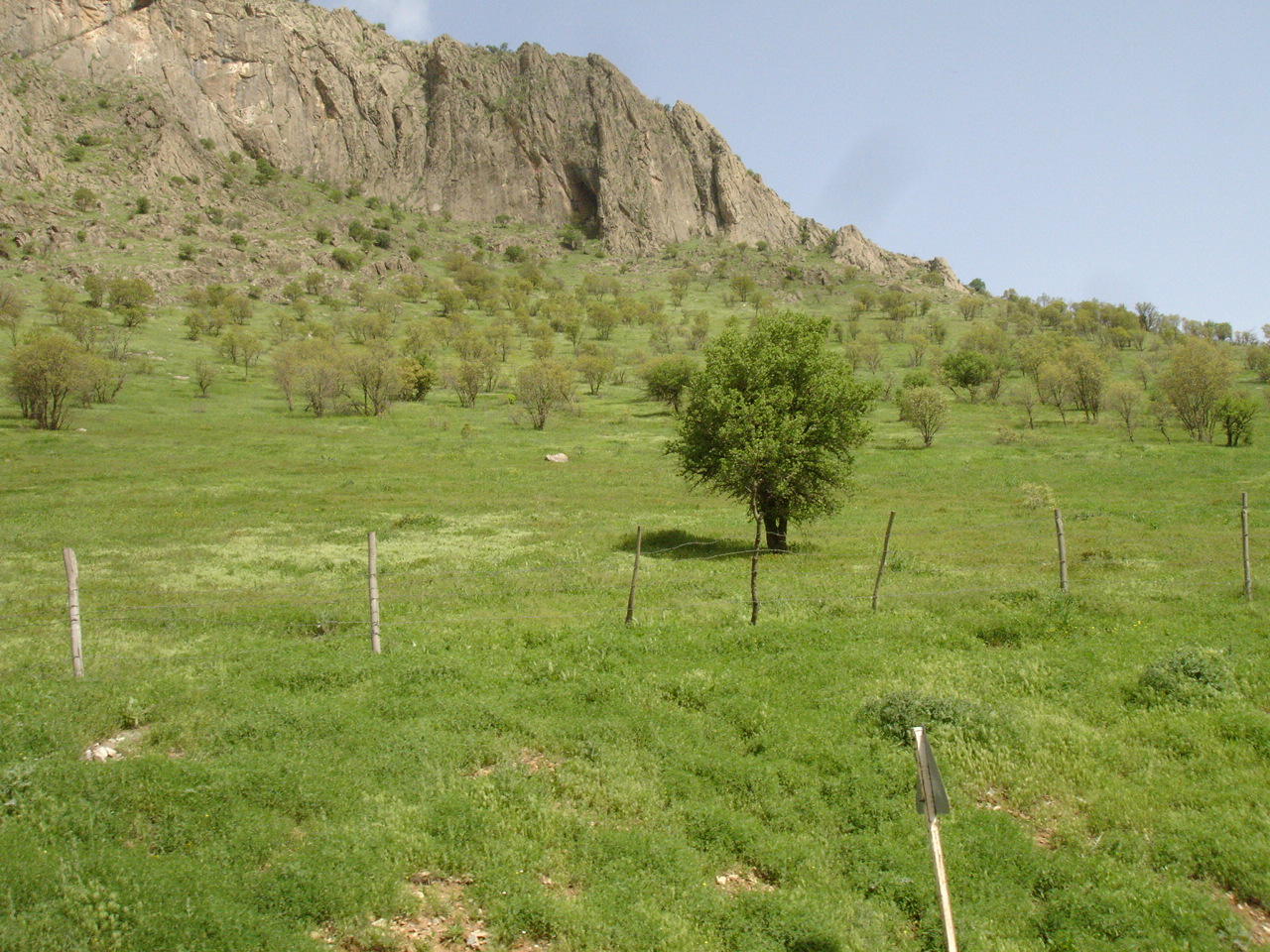